# Roman Yezhov
Roman Vladimirovich Yezhov (tiếng Nga: Роман Владимирович Ежов; sinh ngày 2 tháng 9 năm 1997) là một cầu thủ bóng đá người Nga. Anh thi đấu cho FC Chertanovo Moskva.

## Sự nghiệp câu lạc bộ
Anh ra mắt chuyên nghiệp tại Giải bóng đá chuyên nghiệp quốc gia Nga cho FC Chertanovo Moskva vào ngày 29 tháng 9 năm 2014 trong trận đấu với FC Fakel Voronezh.